# Angra 2
 Angra 2 es una central nuclear brasileña que forma parte del complejo Central Nuclear Almirante Álvaro Alberto. Inaugurada en 2001, está situada en la playa de Itaorna, en Angra dos Reis, y fue la segunda central del programa nuclear brasileño, que actualmente cuenta también con las centrales Angra 1, en servicio, y Angra 3, en construcción, más dos nuevas centrales que serán construidas en la región del Nordeste, conforme a los planes de la Empresa de Pesquisa Energética - EPE.

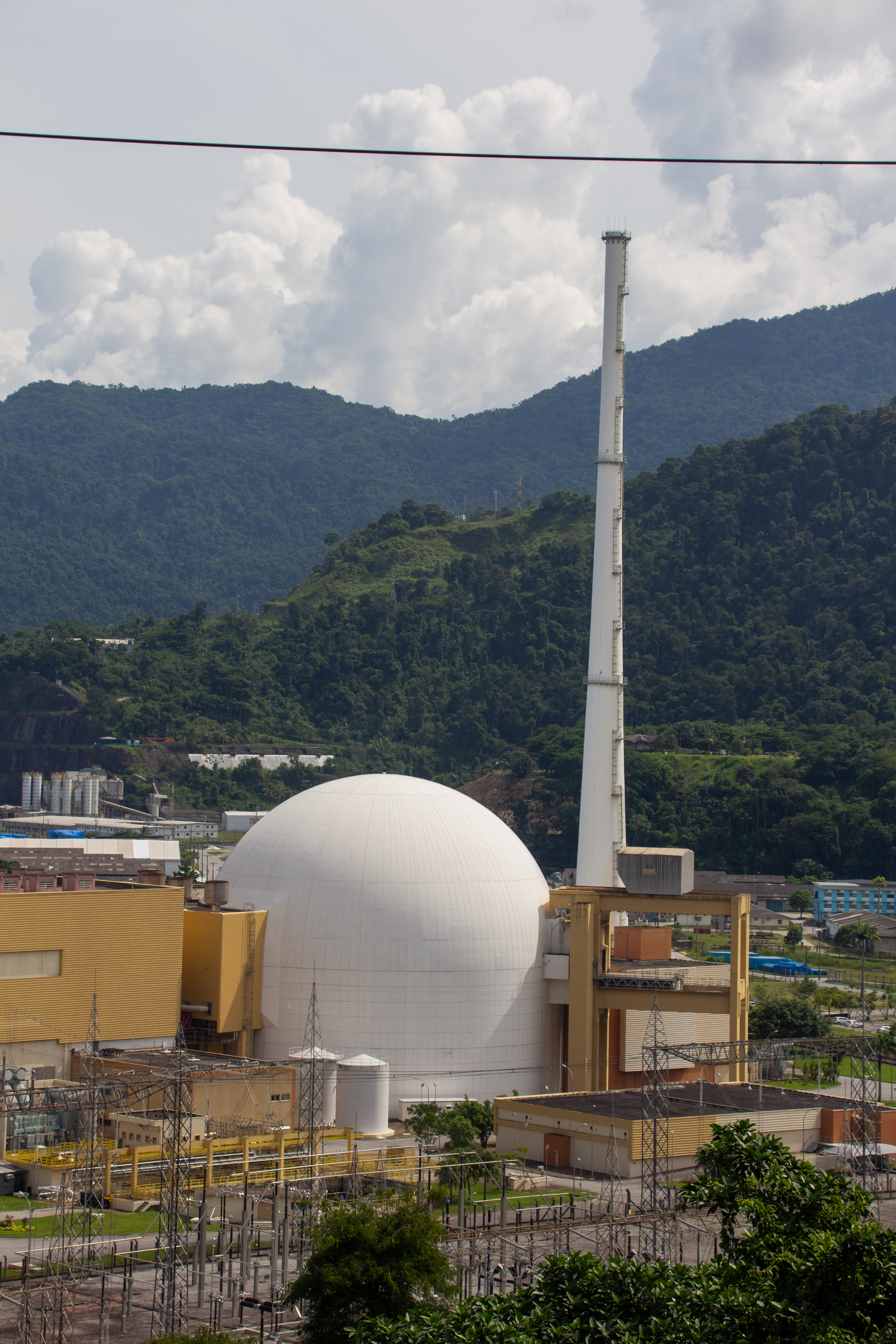
Angra 2

Es una central del tipo PWR - Pressurized Water Reactor, con el núcleo refrigerado por agua leve desmineralizada. Fue construida por la compañía alemana Siemens - KWU, dentro del acuerdo nuclear Brasil-Alemania, y está gestionada por la compañía Eletronuclear. Tiene una potencia nominal de 1350 MW (aproximadamente el 50% del consumo del Estado de Río de Janeiro) y al 2020 alcanzó la producción total de 200 millones de MWh desde su puesta en marchainício de operación.

## Historia
Angra 2 fue la primera central construida a partir del Acuerdo Nuclear Brasil-Alemania, firmado en 1975. Las obras civiles de la central fueron contratadas con la compañía Odebrecht e iniciadas en 1976 con el asentamiento y parcelación de los terrenos. El inicio de las obras propiamente dichas se produjo en septiembre de 1981, con la concreción del sitio del reactor. A partir de 1983, las obras se ralentizaron debido a recortes financieros.
En 1991, el gobierno decidió retomar las obras de Angra 2. En 1995 se contrató el sistema eléctrico de la central. El consorcio ganador, Unamon, era una asociación de empresas e inició sus trabajos en enero de 1996. La central estuvo a punto en junio de 2000 e inició sus operaciones en febrero de 2001.

## Operaciones
Angra 2 opera en ciclos de 14 meses, parando al final de cada ciclo durante aproximadamente 30 días, momento en el que se cambia 1/3 de su combustible. La primera parada se realizó entre marzo y abril de 2000, y hasta mayo de 2013 se había hecho 10 reabastecimientos.
Proyectada para producir 1309 MW, al entrar en operaciones Angra 2 alcanzó la potencia de 1360 MW gracias a las actualizaciones del proyecto. Entre las centrales nucleares del tipo PWR existentes en el mundo, Angra 2 fue clasificada por Wano (World Association of Nuclear Operators) por encima de la media en 8 de 13 parámetros analizados, alcanzando en tres de ellos la mejor nota de su categoría. Con una producción de 10.488.289 MWh en 2008, la central ocupó el lugar 21º en el mundo, siendo apenas 38 centrales, de las 436 existentes en el mundo en activo, las que superan los 10 millones de MWh en el año.